# Baraboi
Baraboi  (ucraniano: Барабой) es una localidad del Raión de Ovidiopol en el Óblast de Odesa de Ucrania. Según el censo de 2001, tiene una población de 1533 habitantes.